# Histioea
Histioea is een geslacht van vlinders van de familie spinneruilen (Erebidae), uit de onderfamilie Arctiinae.

## Soorten
- H. amazonica Butler, 1876
- H. bellatrix Walker, 1854
- H. boliviana Druce, 1890
- H. cepheus Cramer, 1779
- H. excreta Draudt, 1915
- H. falerina Druce, 1907
- H. glaucozona Druce, 1898
- H. hoffmannsi Rothschild, 1911
- H. imaon Hampson, 1898
- H. maon Druce, 1896
- H. meldolae Butler, 1876
- H. paraensis Machado Jnr. & Rego Barros, 1971
- H. paulina Walker, 1866
- H. peruana Gaede, 1926
- H. peruviana Draudt, 1915
- H. proserpina Hübner, 1827